# Paralelo 12 N
O paralelo 12 N é um paralelo que está 12 graus a norte do plano equatorial da Terra.
Começando no Meridiano de Greenwich na direcção leste, o paralelo 12º Norte passa sucessivamente por:
| País, território ou mar | Notas |
| ----------------------- | --- |
| Burquina Fasso          | |
| Níger                   | |
| Benim                   | |
| Níger                   | |
| Nigéria                 | |
| Camarões                | |
| Chade                   | |
| Sudão                   | |
| Sudão do Sul            | |
| Sudão                   | |
| Etiópia                 | |
| Djibuti                 | |
| Oceano Índico           | Golfo de Aden - passa a norte do extremo norte da Somália · Mar Arábico - passa a sul do arquipélago de Socotorá, Iêmen                      |
| Índia                   | |
| Oceano Índico           | Baía de Bengala |
| Índia                   | Ilha Andamão do Sul e Ilha Havelock |
| Oceano Índico           | Mar de Andamão |
| Myanmar (Birmânia)      | Ilhas Mergui e parte continental |
| Tailândia               | |
| Golfo da Tailândia      | |
| Tailândia               | Ilha Ko Chang e parte continental |
| Camboja                 | |
| Vietname                | |
| Mar da China Meridional | |
| Filipinas               | Ilha Busuanga |
| Mar de Sulu             | |
| Filipinas               | Ilha Semirara |
| Mar de Sulu             | |
| Mar de Sibuyan          | |
| Filipinas               | Ilha Masbate |
| Mar das Visayas         | Golfo de Asid |
| Filipinas               | Ilha Masbate |
| Mar de Samar            | |
| Filipinas               | Samar |
| Oceano Pacífico         | Passa a norte do atol Enewetak, Ilhas Marshall · Passa a norte do Atol Bikini, Ilhas Marshall · Passa a sul do Atol Bikar, Ilhas Marshall    |
| Nicarágua               | Passa no Lago Nicarágua |
| Mar das Caraíbas        | Passa a sul das Ilhas do Milho, Nicarágua · Passa a sul dos Cayos de Albuquerque, Santo André e Providência Colômbia                         |
| Colômbia                | Península de La Guajira |
| Mar das Caraíbas        | Golfo da Venezuela |
| Venezuela               | Península de Paraguaná |
| Mar das Caraíbas        | Passa entre Curaçau e Pequena Curaçau Passa a sul de Bonaire, Países Baixos Caribenhos                                                       |
| Venezuela               | Arquipélago Las Aves |
| Mar das Caraíbas        | Passa a norte do Arquipélago Los Roques, Venezuela · Passa a norte da ilha La Orchila, Venezuela · Passa norte da Ilha Blanquilla, Venezuela |
| Granada                 | |
| Oceano Atlântico        | |
| Guiné-Bissau            | |
| Guiné                   | |
| Mali                    | |
| Guiné                   | |
| Mali                    | |
| Burquina Fasso          | |